# Simon Wiesenthal
Simon Wiesenthal (Buczacz (ahora Búchach, Ucrania), 31 de diciembre de 1908-Viena, Austria, 20 de septiembre de 2005) fue un investigador y cazanazis judío, que tras haber estado prisionero en el campo de concentración de Mauthausen-Gusen durante la Segunda Guerra Mundial dedicó la mayor parte de su vida a localizar e identificar criminales de guerra nazis que se encontraban fugitivos, para llevarlos ante la justicia.

## Infancia y experiencia en la Segunda Guerra Mundial
Wiesenthal nació una familia judía en Buczacz, cerca de Leópolis, en la actual Ucrania. Se tituló como arquitecto en la Universidad Técnica de Praga en 1932, pues habían rechazado su admisión en la Universidad Politécnica de Lviv (Leópolis). En 1936 se casó con Cyla Mueller. Wiesenthal vivía en Leópolis, por entonces perteneciente a Polonia y en la actualidad parte de Ucrania. Cuando estalló la Segunda Guerra Mundial, momento en que esta ciudad fue ocupada por la Unión Soviética, el padrastro y el hermanastro de Wiesenthal fueron asesinados en circunstancias nada claras y Wiesenthal fue forzado a cerrar su firma y a trabajar para el Estado. Cuando Alemania invadió la Unión Soviética en 1941, Wiesenthal y su familia fueron arrestados en Checoslovaquia. 
La esposa de Wiesenthal pudo ocultar su origen judío a los soldados alemanes con falsos papeles que le fueron suministrados por la Resistencia polaca a cambio de diagramas de las intersecciones de la vía férrea que dibujó su marido, pero éste no fue tan afortunado.
Fue internado en cinco campos de concentración durante más de cuatro años. Durante su encierro intentó suicidarse cortándose las venas de las muñecas. Wiesenthal consiguió los nombres de los soldados alemanes que conoció durante su reclusión y, una vez liberado, se dedicó exclusivamente a buscarlos y acusarlos públicamente de criminales de guerra nazis.

## Wiesenthal empieza su carrera como cazanazis
Wiesenthal fue liberado en 1945 del campo de concentración de Mauthausen por los estadounidenses. Cuando el genocidio nazi terminó en 1945, todo el mundo se volvía a su casa para olvidar. Pero él, no; tenía una tarea que nadie más quería, cuando los aliados se interesaban sobre todo por la Guerra Fría. Tan pronto como mejoró su salud, ofreció sus notas sobre los criminales nazis al Ejército de los Estados Unidos y trabajó recogiendo documentación para los procesos judiciales sobre los nazis realizados en los juicios de Núremberg.
En 1947, él y treinta voluntarios más fundaron el Centro de Documentación Judía en Linz (Austria), con el propósito de recoger información para futuros procesos. Sin embargo, los Estados Unidos y la Unión Soviética perdieron el interés en promover procesos contra crímenes de guerra y el grupo se dispersó. Pese a todo, Wiesenthal continuó reuniendo información en su tiempo libre mientras trabajaba en todo momento en ayudar a los afectados por la Segunda Guerra Mundial.

## El trabajo de Wiesenthal
En 2010, Tom Segev publicó un libro asegurando que el Mossad —el Servicio de Inteligencia de Israel— apoyaba a Wiesenthal y ayudó a llevar a más de 1.100 criminales nazis ante la justicia, "a pesar de la apatía del mundo" según el centro. El famoso "cazanazis" estaba enfermo desde hacía varios años y vivía como un recluso. Había sobrevivido a cinco campos de concentración al fin de la guerra, pero 89 de sus parientes habían muerto.
El rabino Marvin Hier, decano y fundador del Centro Simon Wiesenthal en Los Ángeles (California, Estados Unidos), una organización no gubernamental de defensa de los derechos humanos, describió en un comunicado a Wiesenthal como "la conciencia del Holocausto".
Wiesenthal fue una figura fundamental en la captura y procesamiento del principal factor de la "solución final" o Endlösung, Adolf Eichmann. En 1954, Wiesenthal logró localizar e identificar en Buenos Aires al destacado nazi Adolf Eichmann e informó de ello al Centro de Investigación del Holocausto Yad Vashem en Israel, quienes al principio eran muy escépticos al respecto, pero finalmente Eichmann fue capturado por el Mossad en la conocida "Operación Garibaldi".
Eichmann, el hombre que planificaría la deportación y muerte en masa de judíos en Europa, fue secuestrado en 1960 en su hogar en las afueras de la capital argentina, trasladado clandestinamente a Israel, por último sentenciado a muerte en 1961 y ejecutado en 1962, tras la celebración de un juicio transmitido por televisión. Gracias a ello Wiesenthal reabrió ese mismo año su Centro de Documentación Judía con el apoyo de donaciones de todo el mundo. Continuó, pues, trabajando en otros casos. Entre sus mejores logros está la identificación y localización de Karl Silberbauer, el oficial de la Gestapo responsable del arresto de Ana Frank, que fue descubierto en 1963 cuando trabajaba como inspector de policía en Viena, a quien se le abrió una investigación administrativa y que fue reintegrado al servicio un año después porque no había cometido delito en el ejercicio de sus funciones.
Durante este periodo Wiesenthal también localizó nueve de los dieciséis nazis juzgados en la Alemania Occidental por el asesinato de la población judía de Leópolis, la ciudad natal de Wiesenthal. El austriaco Franz Stangl, comandante de los campos de concentración de Treblinka y Sobibor, fue capturado en 1967 en el Brasil gracias a su investigación, y el alemán Josef Schwammberger, comandante del gueto de Przemysl, fue detenido en 1987 en Argentina.
Hermine Braunsteiner, un ama de casa que vivía en Queens, Nueva York, también fue identificada por Wiesenthal como "la yegua de Majdanek", así llamada porque acostumbraba a patear a las reclusas hasta matarlas. Finalmente fue extraditada a Alemania en 1973 y condenada a cadena perpetua en 1981.

### Josef Mengele
Josef Mengele fue un oficial médico asignado al campo de concentración de Auschwitz desde 1943 hasta el final de la guerra. Además de realizar la mayor parte de las selecciones de los internos a medida que llegaban en tren desde toda Europa, llevó a cabo experimentos poco científicos y normalmente mortales con los reclusos. Abandonó el campo en enero de 1945 cuando se acercaba el Ejército Rojo y estuvo brevemente bajo custodia estadounidense en Weiden in der Oberpfalz, pero fue liberado. Trabajó como peón agrícola en la Alemania rural hasta 1949, cuando decidió huir del país. Obtuvo un pasaporte de la Cruz Roja y se marchó a Argentina, estableciendo un negocio en Buenos Aires en 1951.. A partir de la información recibida de Wiesenthal, las autoridades de Alemania Occidental intentaron extraditar a Mengele en 1960, pero no pudieron encontrarlo; de hecho, se había trasladado a Paraguay en 1958. Se trasladó a Brasil en 1961 y vivió allí hasta que se ahogó nadando en 1979.
Wiesenthal afirmó tener información que situaba a Mengele en varios lugares: en la isla griega de Kythnos en 1960, El Cairo en 1961, en España en 1971, y en Paraguay en 1978, este último 18 años después de su partida. En 1982, ofreció una recompensa de 100.000 dólares por la captura de Mengele e insistió hasta 1985 -seis años después de la muerte de Mengele- en que seguía vivo. La familia de Mengele admitió a las autoridades en 1985 que había muerto en 1979; se exhumó el cadáver y se confirmó su identidad. Ese mismo año, Wiesenthal había sido uno de los jueces en un simulacro de juicio contra Mengele, celebrado en Jerusalén.

## El Centro Simon Wiesenthal

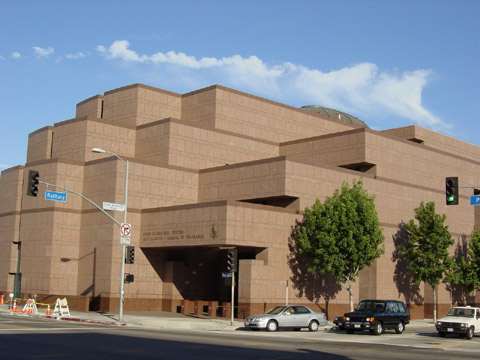
El Centro Simon Wiesenthal.

En 1977 se fundó en la Universidad Jeshiva de Los Ángeles (EE. UU.) el Simon Wiesenthal Holocaust Center, que en la actualidad tiene más de 400.000 miembros y sedes en Toronto, Miami, Buenos Aires, Jerusalén y París. Más adelante, en 1979, la Oficina Especial de Investigación (OIS) en Estados Unidos compartió con Wiesenthal información sobre personas sospechosas de haber participado en el genocidio.
En 1989 causó conmoción la declaración de la OIS, según la cual el presidente austriaco y exsecretario general de la ONU, Kurt Waldheim, había colaborado con los nazis durante la guerra. Wiesenthal reaccionó de acuerdo a sus principios y afirmó que el presidente austriaco siempre estuvo enterado de las actividades de los criminales nazis, pero que no se le podía probar su directa participación en sus crímenes. El Centro Simon Wiesenthal denuncia el antisemitismo, vigila los grupos neonazis, trabaja con los Museos de Tolerancia de Los Ángeles y Jerusalén y se encarga de condenar a los nazis.

## El Instituto Vienés Wiesenthal para los Estudios sobre el Holocausto

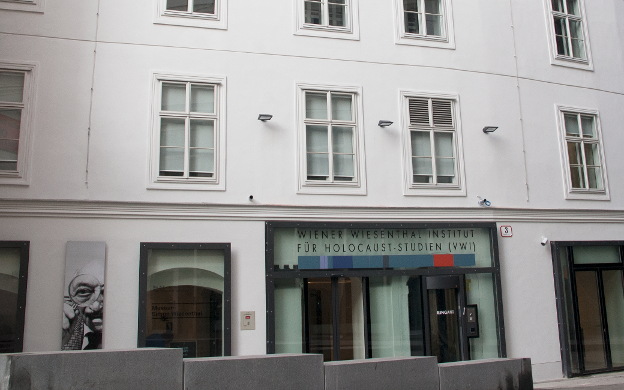
El Instituto Vienés Wiesenthal para los Estudios sobre el Holocausto; Viena, Rabensteig 3

El Instituto Vienés Wiesenthal para los Estudios sobre el Holocausto (en alemán, Wiener Wiesenthal Institut für Holocaust-Studien; en inglés, Vienna Wiesenthal Institute; VWI) es un centro de investigación que se dedica a la investigación, la documentación y la mediación de todas las preguntas relativas al antisemitismo, nacionalismo, racismo y holocausto incluyendo su historia anterior y sus consecuencias. El instituto ha sido fundado en el año 2009 y se encuentra en servicio operativo completo desde octubre de 2012. El instituto está patrocinado a partes iguales por el gobierno de la ciudad de Viena y por el Ministerio Federal de la República de Austria para Ciencia e Investigación. 
Desde enero de 2017 se encuentra en el mismo centro de Viena, en Rabensteig 3. El nuevo edificio alberga el archivo, la biblioteca, los investigadores y el personal del instituto. En la planta baja, se puede encontrar  un pequeño museo accesible al público.

## Década de 1970 en adelante
En los años 1970 se vio envuelto en la política austriaca cuando aseguró que muchos ministros del recién formado gobierno socialista de Bruno Kreisky habían sido nazis durante el tiempo en que Austria formó parte del Tercer Reich. Kreisky, también judío, atacó a Wiesenthal y lo calificó de Nestbeschmutzer (pájaro que ensucia su propio nido). A lo largo de los años Wiesenthal recibió muchas amenazas de muerte y, en 1982, explotó una bomba puesta en la parte exterior de su casa en Viena. En 1985, firma una petición a favor del armamento por los Estados Unidos de los Contras, grupos paramilitares de extrema derecha en Nicaragua.

Tras cincuenta y ocho años de trabajo, Wiesenthal anunció en abril de 2003 su retiro, diciendo que había encontrado a todos los nazis que había estado buscando y les había sobrevivido: "Si hay algunos pendientes, ya son demasiado viejos y débiles para afrontar ahora un juicio. Mi trabajo está hecho." Sin embargo, según dijo Wiesenthal, el último nazi que todavía restaba enjuiciar fue Alois Brunner, mano derecha de Eichmann, de quien se dice se encontraba oculto en Siria. Wiesenthal consiguió, a lo largo de su larga vida, llevar ante la justicia a más de 1100 reos de crímenes contra la humanidad en todo el mundo. En cierto modo, el recién fundado Tribunal Penal Internacional se constituye en heredero de su labor. 

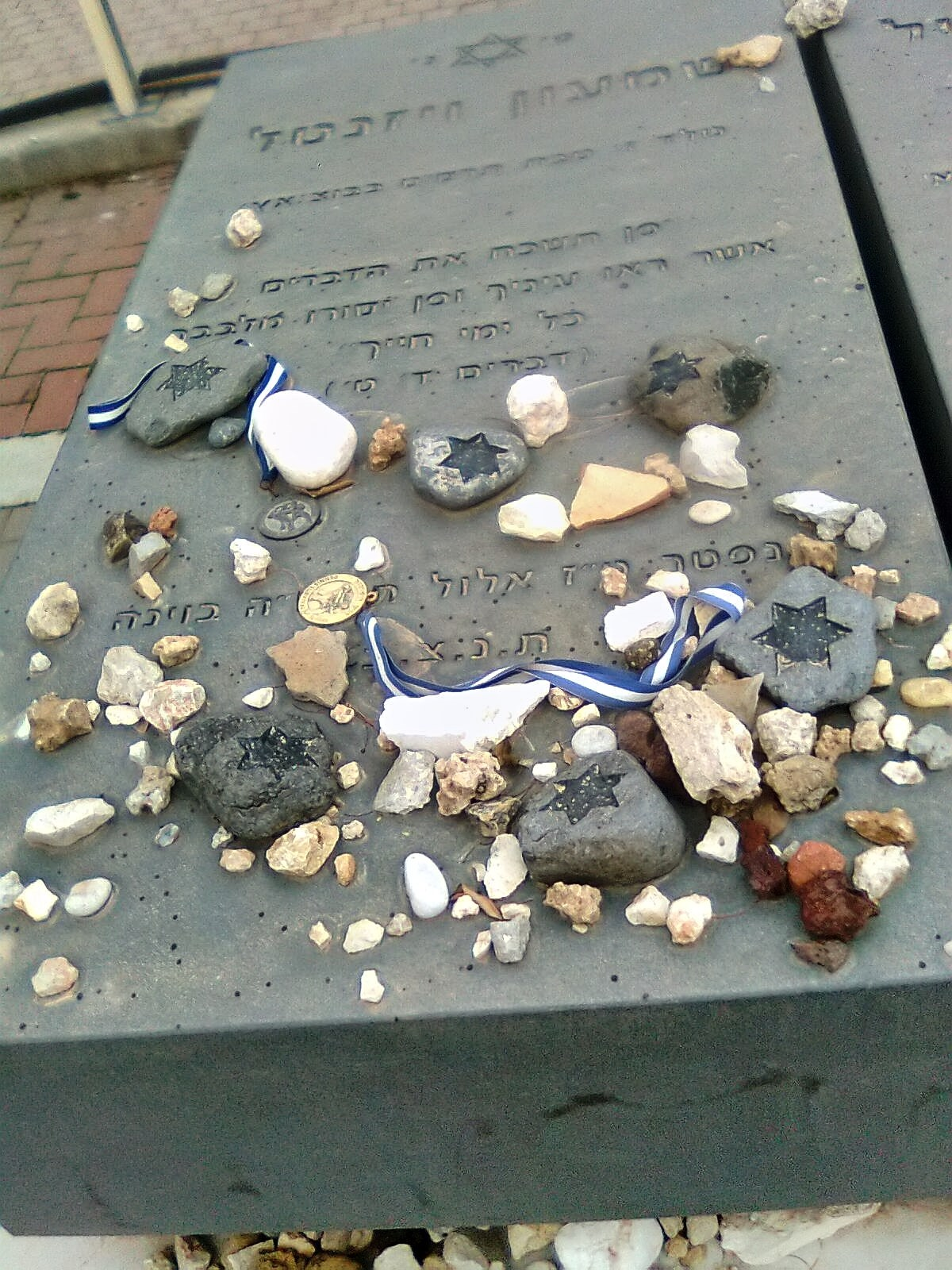
Tumba de Wiesenthal en Herzliya (Israel)

El 19 de febrero de 2004, Gran Bretaña decidió nombrar caballero honorífico a Wiesenthal en reconocimiento a "toda una vida de servicio a la humanidad". La orden de caballería asimismo reconoció el trabajo del Centro Simon Wiesenthal. Wiesenthal obtuvo igualmente la Medalla de Oro del Congreso de los Estados Unidos, la Medalla por la Libertad Holandesa, la Medalla por la Libertad de Luxemburgo, la Legión de Honor francesa, así como las condecoraciones de los grupos de resistencia de Austria y Francia.
El personaje de Yakov Liebermann en la novela de Ira Levin Los niños del Brasil está basado en Wiesenthal. En la gran pantalla está interpretado por el actor Laurence Olivier. Wiesenthal hace una aparición como un personaje menor en El Expediente Odessa de Frederick Forsyth, otorgando información a un periodista alemán que intenta localizar a un criminal de guerra nazi. En 2020 tiene una breve aparición en la serie de Prime Video: Hunters, otorgando información sobre Wernher von Braun al protagonista de la serie.
La esposa de Wiesenthal fallecería el 10 de noviembre de 2003 a la edad de 95 años. Wiesenthal falleció en Viena mientras dormía el 20 de septiembre de 2005 a la avanzada edad de noventa y seis años. Fue enterrado en Israel tres días más tarde, el 23 de septiembre.

## El descubrimiento de América y la expulsión de los judíos de España
Simon Wiesenthal, en su libro Operación Nuevo Mundo (La misión secreta de Cristóbal Colón) expone una hipótesis diferente sobre el viaje del descubrimiento de América realizado por Cristóbal Colón, cuya fecha y hora de salida coincidía con la marcada para la expulsión de los judíos de España en el Edicto de Granada, el 2 de agosto de 1492. 
En su libro, Wiesenthal explica que los judíos veían con esperanza el descubrimiento de unas tierras donde podrían estar algunas de las diez Tribus del reino de Israel deportadas por los asirios a sus provincias más lejanas, ya que tenían noticias de relatos de marineros y mercaderes en los puertos, quienes contaban que en el extremo Oriente vivían hebreos que no sólo eran libres, sino que incluso pertenecían a las clases privilegiadas o regían territorios. También expone la hipótesis de que Colón fuera de origen judío, sustentada en su comportamiento, coincidente con el de muchos judíos conversos que hacían lo posible para ocultar su origen, en el hecho que en Portugal trabajara como cartógrafo -profesión típica de judíos- y en su profundo conocimiento del Antiguo Testamento, sus anotaciones al margen del Libro de los Profetas, su predilección por el profeta Isaías, entre otras cosas.

## Obras
Simon Wiesenthal es autor de los libros:
- Operación Nuevo Mundo (La misión secreta de Cristóbal Colón)
- Max y Helen. El holocausto y una historia de amor
- Los límites del perdón
- Los asesinos entre nosotros
- Justicia, no venganza

## Reconocimientos
- Orden del Mérito del Gran Ducado de Luxemburgo.
- Orden del León Blanco en Tercera Clase (República Checa, 1999).[23]
- Caballero honorífico del Imperio Británico por "toda una vida de servicio a la humanidad".
- Medalla de Oro del Congreso de los Estados Unidos.
- Medalla por la Libertad Holandesa.
- Medalla por la Libertad de Luxemburgo.
- Legión de Honor francesa.
- Condecoraciones de los grupos de resistencia de Austria y Francia.